# Felsenstreifenhörnchen
Das Felsenstreifenhörnchen (Tamias dorsalis, Syn.: Neotamias dorsalis) ist eine Hörnchenart aus der Gattung der Streifenhörnchen (Tamias). Es kommt im Westen der Vereinigten Staaten sowie im Norden Mexikos vor.

## Merkmale
Das Felsenstreifenhörnchen erreicht eine durchschnittliche Kopf-Rumpf-Länge von etwa 21,7 bis 24,9 Zentimetern, der Schwanz ist mit 10 Zentimetern deutlich kürzer und das Gewicht beträgt etwa 60 bis 75 Gramm. Das Rückenfell der Tiere ist blassgrau, die für die Streifenhörnchen typischen Rückenstreifen sind im Vergleich mit anderen Arten nur relativ undeutlich erkennbar. Der Mittelstreifen ist blassbraun bis deutlich schwarz und bei vielen Tieren der einzige erkennbare Streifen, manchmal sind zwei weitere Streifen erkennbar. Hinter den Ohren befindet sich ein weißer Fleck und das Gesicht ist durch zwei weiße Streifen gezeichnet. Die Körperseiten sind grau bis rötlich braun, die Bauchseite ist weiß bis cremefarben. Der Schwanz ist oberseits gräulich, die Unterseite ist rotbraun.

## Verbreitung

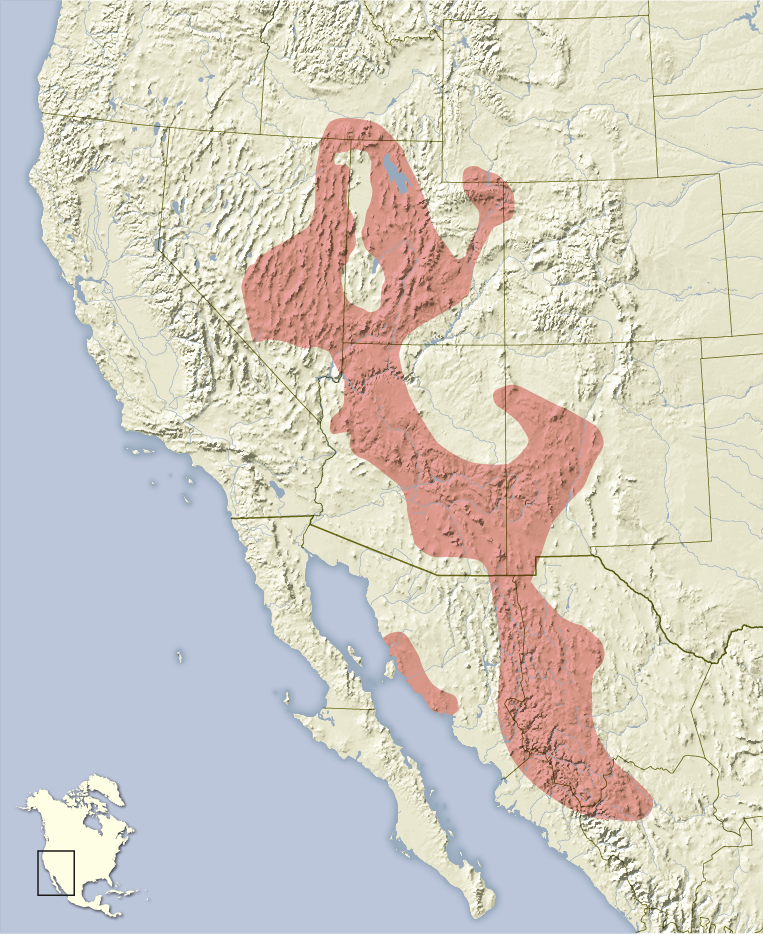
Verbreitungsgebiet des Felsenstreifenhörnchens

Das Felsenstreifenhörnchen kommt im Westen der Vereinigten Staaten sowie im Norden Mexikos vor. Dabei reicht das Verbreitungsgebiet vom südlichen Idaho, dem östlichen Nevada, Utah, dem südwestlichen Wyoming und dem nordwestlichen Colorado über Arizona und das westliche New Mexico bis in die mexikanischen Bundesstaaten Coahuila, Chihuahua, Durango und Sonora.

## Lebensweise

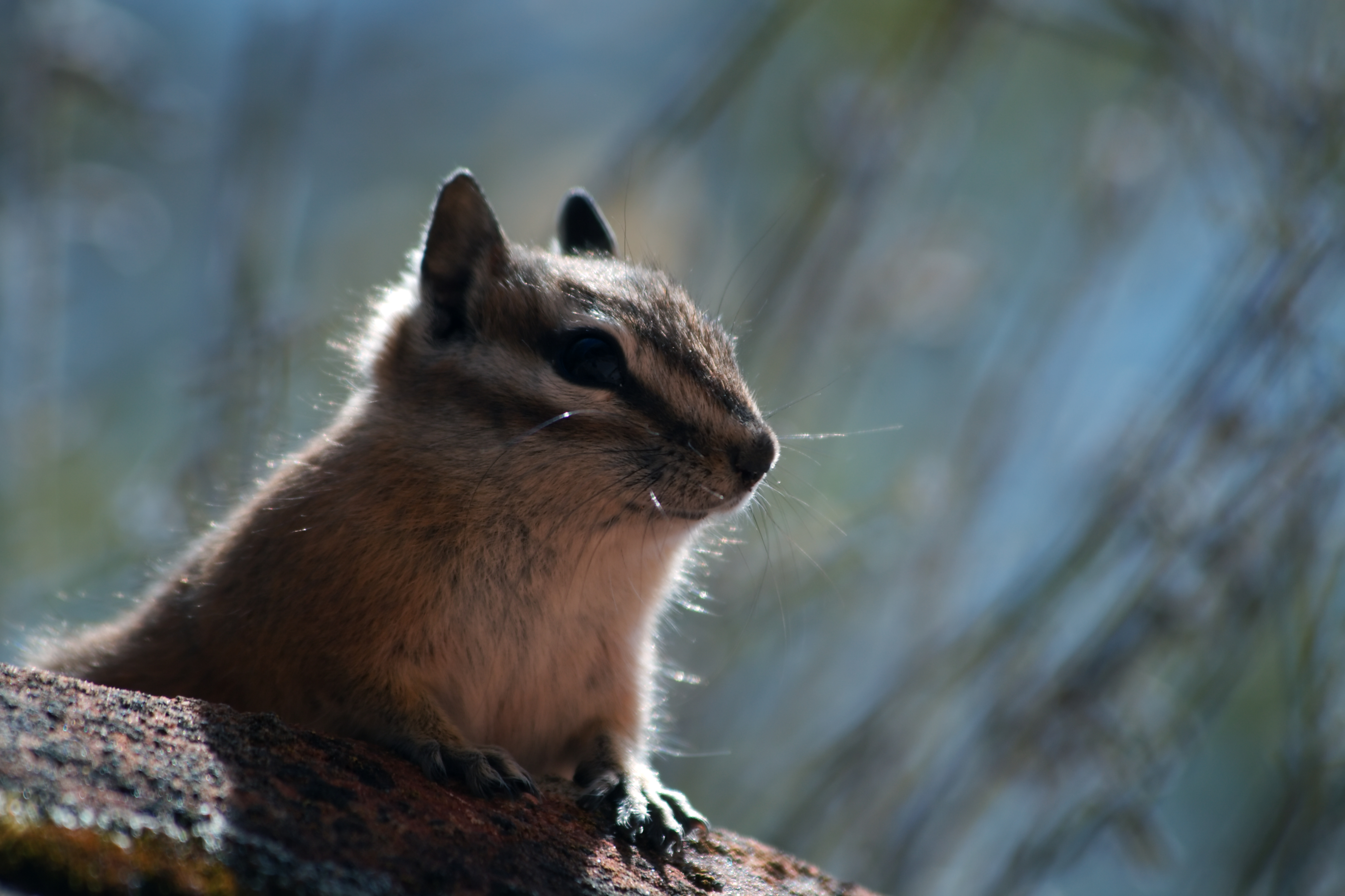
Felsenstreifenhörnchen, Porträt

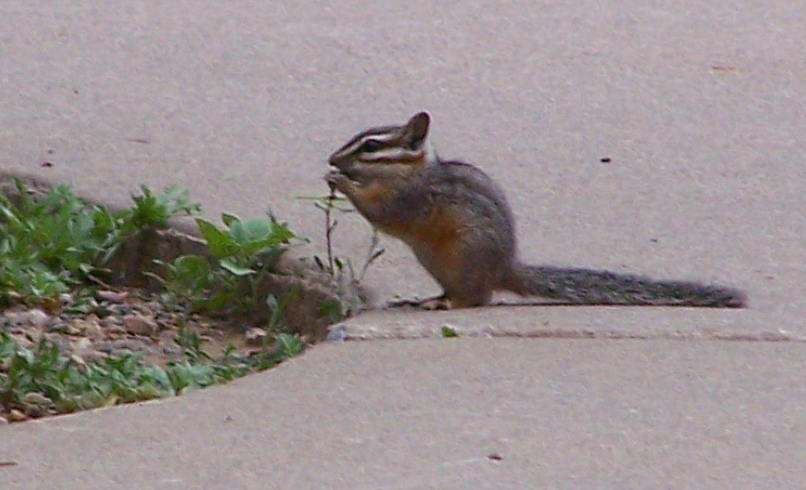
Felsenstreifenhörnchen

Felsenstreifenhörnchen leben in verschiedenen Lebensräumen innerhalb ihres Verbreitungsgebietes, sie sind jedoch grundsätzlich mit Strukturen wie Felsen, Stein- und Geröllflächen assoziiert. Zu den häufigsten Lebensräumen gehören Kiefern- und Fichtenwälder, Wacholderbestände und Eichen-Bergwälder. Häufig leben sie im Bereich von Flusstälern und auch in Gebüschen.
Die Art ist tagaktiv und primär bodenlebend, kann jedoch auch an Felswänden sowie in Bäume und Gebüsche klettern. Die Tiere ernähren sich vor allem herbivor von Pflanzenteilen, Kräutern, Früchten und Samen der Nadelbäume. Als Opportunisten erbeuten sie auch Insekten und kleine Wirbeltiere. Den wesentlichen Teil der Nahrung stellen allerdings Samen dar, die in den Backentaschen gesammelt und teilweise auch in temporären Lagern oder im Nest als Vorrat gelagert werden. Felsenstreifenhörnchen überwintern nicht und können das gesamte Jahr über aktiv sein, bei schlechter Witterung ziehen sie sich allerdings häufig in ihr Nest zurück und können dort eine Zeitlang verbleiben. Das Nest legen die Tiere in Felsspalten und Steinhaufen an. Die Tiere sind scheu und vorsichtig, sie bleiben in der Nähe ihrer Nester. Das Aktivitätsgebiet beträgt dabei durchschnittlich 0,9 bis 1,3 Hektar. Teilweise wurden Weibchengruppen beobachtet, die gemeinsam nach Nahrung suchen. Die Kommunikation erfolgt über bellende Rufe.
Die Fortpflanzungszeit ist vergleichsweise lang. Die Männchen sind von Januar bis Juli fortpflanzungsfähig, die meisten Weibchen verpaaren sich von April bis Juni. Die Jungtiere werden vom späten April bis August geboren und verlassen den Bau zwischen Mai und September. Einige Weibchen können zwei Würfe im Jahr bekommen, allerdings pflanzen sich die meisten Weibchen wahrscheinlich nicht jedes Jahr fort.
Als kleine Nagetiere sind Felsenstreifenhörnchen Beutetiere für eine Reihe von Beutegreifern, vor allem Greifvögel, Marder, Katzen, Hunde und Schlangen. Bei einer potenziellen Bedrohung fliehen die Tiere unter Äste und in Steinhaufen oder klettern auf Bäume. Sie stellen sich zudem auf ihre Hinterbeine und stoßen zudem kurze und schrille Alarmrufe aus.

## Systematik
Das Felsenstreifenhörnchen wird als eigenständige Art innerhalb der Gattung der Streifenhörnchen (Tamias) eingeordnet, die aus 25 Arten besteht. Die wissenschaftliche Erstbeschreibung stammt von dem amerikanischen Naturforscher Spencer Fullerton Baird aus dem Jahr 1855, der die Art anhand von Individuen aus den Kupferminen in „Fort Webster“ beschrieb. Arthur Holmes Howell grenzte das Gebiet 1929 auf die Umgebung von Santa Rita im Grant County, New Mexico, ein. Innerhalb der Streifenhörnchen wird das Felsenstreifenhörnchen gemeinsam mit den meisten anderen Arten der Untergattung Neotamias zugeordnet, die auch als eigenständige Gattung diskutiert wird.
Innerhalb der Art werden mit der Nominatform sechs Unterarten unterschieden:
- Tamias dorsalis dorsalis: Nominatform; kommt von Arizona und New Mexico bis in den Norden Mexikos vor. Die Unterart ist groß und vergleichsweise dunkel mit kräftigen Farben.
- Tamias dorsalis carminis: die Unterart kommt in zwei voneinander getrennten Regionen im mexikanischen Bundesstaat Coahuila vor. Sie ist dunkel mit deutlicheren Streifen.
- Tamias dorsalis grinnelli: in Nevada. Die Unterart ist blass mit undeutlichen und schmalen Streifen auf dem Rücken und im Gesicht. Benannt ist die Unterart nach dem amerikanischen Zoologen Joseph Grinnell.
- Tamias dorsalis nidoensis: im mexikanischen Bundesstaat Chihuahua.
- Tamias dorsalis sonoriensis: im Küstenbereich des mexikanischen Bundesstaats Sonora. Die Unterart ist kleiner als die Nominatform.
- Tamias dorsalis utahensis: im nordöstlichen Teil des Verbreitungsgebietes in Utah, Wyoming, Idaho und Colorado. Die Form ist kleiner und blasser als die Nominatform.

## Status, Bedrohung und Schutz
Das Felsenstreifenhörnchen wird von der International Union for Conservation of Nature and Natural Resources (IUCN) als „nicht gefährdet“ (Least Concern, LC) eingeordnet. Begründet wird dies durch das große Verbreitungsgebiet, die angenommen großen Bestände sowie die Anpassungsfähigkeit an verschiedene Habitate und Lebensraumtypen. Bestandsgefährdende Risiken sind nicht bekannt.

## Belege
1. 1 2 3 4 5 6 7 8  Richard W. Thorington Jr., John L. Koprowski, Michael A. Steele: Squirrels of the World. Johns Hopkins University Press, Baltimore MD 2012; S. 321–322. ISBN 978-1-4214-0469-1
2. 1 2 3  Neotamias dorsalis in der Roten Liste gefährdeter Arten der IUCN 2015.4. Eingestellt von: A.V. Linzey, R. Timm, S.T. Álvarez-Castañeda, I. Castro-Arellano, T. Lacher, 2008. Abgerufen am 29. Mai 2016.
3. 1 2  Tamias (Neotamias) dorsalis In: Don E. Wilson, DeeAnn M. Reeder (Hrsg.): Mammal Species of the World. A taxonomic and geographic Reference. 2 Bände. 3. Auflage. Johns Hopkins University Press, Baltimore MD 2005, ISBN 0-8018-8221-4.
4. ↑  E. Blake Hart: Tamias dorsalis. In: Mammalian Species, Issue 399. 5. Juni 1992, abgerufen am 17. Mai 2025 (englisch).
5. ↑  Bruce D. Patterson, Ryan W. Norris: Towards a uniform nomenclature for ground squirrels: the status of the Holarctic chipmunks. Mammalia 80 (3), Mai 2016; S. 241–251 doi:10.1515/mammalia-2015-0004